# Zera Yacob Amha Selassie
Zera Yacob Amha Selassie, geez ዘርአ ያዕቆብ አምሃ ሥላሴ (ur. 17 sierpnia 1953 w Addis Abebie) – polityk, pretendent do tronu Etiopii z dynastii salomońskiej. Wnuk cesarza Hajle Syllasje I, syn cesarza na uchodźstwie Asfy Uesena (Amha Selassie).

## Zarys biografii
Ukończył Eton College oraz Exeter College na Uniwersytecie Oksfordzkim.
Po rewolucji w Etiopii w 1974 r. przebywał na wygnaniu w USA i Wielkiej Brytanii. Poślubił Nunu Getaneh, z którą później się rozwiódł. Ma z nią córkę Lidetę.
Po śmierci ojca, od 17 lutego 1997 r. jest głową dynastii salomońskiej i głównym pretendentem do tronu Etiopii (panowałby jako Zera Yacob II). W referendum w 1994 r. 70% społeczeństwa etiopskiego było przeciwne restauracji monarchii etiopskiej. Według niektórych obserwatorów wyniki referendum zostały sfałszowane na polecenie ówczesnego premiera.
Obecnie mieszka w Addis Abebie i wspiera działalność charytatywną. Jego sukcesorem był brat stryjeczny, książę Paulus Uesen Seged, ly'ul mesfin Hareru (1947–2021), a obecnie jest nim książę Mikael Amde Ijesus (ur. 1950).